# Чернишево (Земетчинський район)
Чернише́во (рос. Чернышево) — село у складі Земетчинського району Пензенської області, Росія.
Населення — 12 осіб (2010; 37 у 2002).
Національний склад станом на 2002 рік:
- росіяни — 100 %